# Arma Jackson
Arma Jackson, nom de scène de Jordan Mfumu-Kanda Dhi, est un rappeur et chanteur suisse né à Lausanne le 23 janvier 1995 de parents congolais.

## Biographie

### Origines et famille
Jordan Mfumu-Kanda Dhi naît le 23 janvier 1995 à Lausanne, en Suisse, de parents congolais. Il grandit dans le quartier de la Blécherette, avec ses deux frères aînés.
À 20 ans, il devient père d'une fille.

### Carrière

#### Débuts (2006-2010)
Jordan Nfumu découvre le rap à l'âge de 11 ans, en 2006, et commence à écrire de premiers textes. Ses frères, qui pratiquent le breakdance et le rap, l'initient à leur milieu, avec des disques allant de 50 cent à Diam’s en passant par Mafia K’1 Fry. De lui-même, Arma Jackson découvre également la pop et la variété française, qui le touchent particulièrement.
Arma Jackson développe sa musique au centre de loisirs de Malley, « la Pagode », où il passe tout son temps libre. Il y apprend à écrire ses textes, à s’enregistrer et à composer, au milieu d'autres passionnés de rap. Sur internet, il apprend le clavier, la guitare et perfectionne son chant. Arma Jackson se forme en parallèle au métier d’ingénieur du son, dans le quartier du Flon.
Arma Jackson intègre différents groupes de rap lausannois. Le premier, en 2009, est Boys Thug Recordz. Cette même année, il se passionne pour le beatmaking, ce qui l'amène à découvrir le piano. En 2010, le groupe devient Le Collectif De Lausanne et se sépare ensuite. Avec un autre membre, il crée la structure Mélomane Society pour encadrer et produire les jeunes artistes de la ville.
Il se nomme Arma Jackson peu après ses premiers pas dans la musique. D'abord, c'est simplement Arma, le diminutif d’Armafricaine, présenté comme son premier groupe de rap. Puis il ajoute Jackson, en hommage à Michael Jackson, décédé en 2009. « J’étais persuadé qu'il fallait avoir un nom cool pour percer dans le rap. C’était par pure naïveté. Et puis, finalement, je l’ai gardé », explique-t-il en 2021.

#### Premiers projets (2011-2016)
En 2011, Arma Jackson se lance en solo et partage trois mixtapes différentes. Tout d'abord, il propose Ma Musique en avril, longue de 11 titres. Sur trois d'entre eux, il a également réalisé la prod. Au mois d'août, il partage Sixteen en août, en référence à son âge. Ce projet est alors disponible SoundCloud,. Il en va de même pour First One en novembre,.
Il sort trois nouvelles mixtapes en 2012 : Adolescence en mars, puis The Artist en mai, et enfin Level Up en octobre. La première est longue de douze titres, dont un où il s'est chargé de la guitare et la deuxième compte neuf titres. Cette année-là, il crée sa structure Creative Music Group avec un ami graphiste et réalisateur vidéo.
Interviewé en février 2013, Arma Jackson parle d'un premier vrai album pour le courant de l'année. Au mois de septembre, il propose un EP de sept titres, intitulé Apollon. En octobre, il apparaît sur la mixtape Septante minutes de rap suisse de DJ Luciano, puis la mixtape Lausanne Nation de DJ Ozo en février 2014. Ce même mois, il partage l'EP Apollon 2, disponible comme les précédentes mixtapes en téléchargement libre. Il y propose dix nouveaux titres.
Au mois de mars 2014, Arma Jackson est récompensé du titre de Révélation de l'année 2013 aux rpZ Awards organisés par le site spécialisé rap suisse romand de référence repreZent, et dont le jury est composé entre autres d'animateurs radio de Couleur 3 et SRF Virus.
Cette même année, il donne des ateliers de rap dans le centre de loisirs de son enfance et décide de faire de la musique son métier. Cette même année, il rencontre le rappeur Stress, qui l'invite à poser sa voix sur son album et pour lequel il compose des morceaux.
En mars 2015, Arma Jackson reçoit le prix La Claque 2014 lors de la cinquième édition des rpZ Awards. « Un prix, qui ne peut être remis qu’à la demande unanime du jury, et qui récompense un travail particulièrement innovant et de qualité ».
En mars 2016, Arma Jackson est nommé aux rpZ Awards pour son EP Sixième sens sorti en 2015. Celui-ci est long de sept titres et dévoilé au mois d'avril.

#### 9m2etCapsules(2017-2019)
En 2017, Arma Jackson partage neuf morceaux dans l'EP 9m2, où se trouve notamment Stress sur le titre Ces voix. Neuf morceaux pour les neuf mètres carrés de sa chambre, où le projet est conçu, avec un ordi, une carte son, un clavier et une vieille guitare électrique prêtée par un ami. S'ensuit une tournée avec les rappeurs Bigflo et Oli, en première partie de leurs concerts. Il fait également la première partie de KeBlack à La Cigale.
Le projet sort chez Bouyamé Records, le label du rappeur Youssoupha. Le rappeur le repère grâce à des vidéos partagées sur YouTube. Arma Jackson reçoit un soutien financier, mais continue à enregistrer dans sa chambre, ne souhaitant pas quitter sa ville et déménager à Paris pour travailler dans un studio professionnel.
En 2019 suit un nouvel EP intitulé Capsules. Celui-ci est long de sept titres, dont un featuring avec Comme1Flocon. Il y regroupe des capsules partagées sur les réseaux sociaux, qui connaissent un grand succès sur Twitter notamment.
Ces deux projets placent gentiment Arma Jackson sur la carte du rap francophone. Comme l'écrit Mx3[Quoi ?], cela lui permet de « diffuser sa musique au-delà des murs de sa chambre. Au-delà des frontières suisses également », lui qui réalise tout en autodidacte depuis sa chambre.

#### Succès et rayonnement (2020)
En 2020, Arma Jackson est repéré par l'acteur Omar Sy. Celui-ci l'invite à l'accompagner, en tant que coup de cœur musical, sur le plateau de Michel Drucker pour l'émission Vivement Dimanche. L'acteur encense sa musique et vante sa fraîcheur,.
En mars 2020, Arma Jackson apparaît sur l'album Jok'Chirac de Jok'air. Cette collaboration se fait suite au concours du Parisien, organisé sur les réseaux sociaux, et remporté par le Lausannois. Il est ensuite invité par un autre rappeur de la capitale française, Sneazzy.
Pendant l'été 2020, Arma Jackson signe sur un nouveau label.

#### Idéal(2021)
Quelques mois plus tard, en février 2021, Arma Jackson est lauréat aux Swiss Music Awards, ce qui lui apporte de la visibilité en Suisse allemande également. Il remporte le Best Act Romandie, en visioconférence depuis sa chambre.
Le premier album d'Arma Jackson sort en mai 2021, sous le nom de Idéal. Le projet est long de douze titres et le rappeur y a invité Tayc (pour Distance), décrit comme "le chanteur francophone du moment" par L’Illustré, et le Genevois Di-Meh (pour Strass). Sur YouTube, le clip de Distance dépasse les deux millions de vues, presque du jamais vu pour un rappeur suisse.
Pour ce projet, il travaille pour la première fois avec un directeur artistique. Aussi, il décide de ne pas tout produire lui-même et s'associe avec trois compositeurs. Dans cet album, il aborde sa vie idéale, les choses dont il rêve.

#### 50/50(2022-2023)
En décembre 2022, Arma Jackson dévoile l'EP 50/50. Un projet qui « retrace une aventure sentimentale en quatre morceaux aux sonorités R’n’B » selon le journal 24 heures.

#### Eté sans fin(2024)
Le 29 mars 2024, Arma Jackson dévoile le projet Eté sans fin. Long de 14 titres inédits, l'album comprend des collaborations avec Josman (sur le morceau BBL) et Franglish (sur Voyager). Le premier nommé connaît un succès important sur TikTok. Les musiques racontent des souvenirs estivaux d'Arma Jackson, de l'enfance à l'âge adulte.

## Style
Pour la RTS, la musique d'Arma Jackson se situe à la frontière entre hip hop, pop et sonorités africaines, Les Inrockuptibles ajoutant encore RnB et chanson française à la liste. Booska-P lui attribue également des influences californiennes, avec des aspects de Néo-Soul et de House. « Fatalement, mes racines se ressentent dans mes titres. Ce que j’aime avant tout, c’est mixer les genres, les styles », explique-t-il en 2021. Il fait cela avec beaucoup d'humour et de second degré dans ses textes.
Il est reconnaissable à ses bonnets de toutes les couleurs. Cela lui vaut le surnom du « gars au bonnet ».
Il écoute notamment Daniel Balavoine, Jacques Brel et Henri Salvador. « C’était difficile d’avouer à mes potes qui sont dans le rap que j’aimais Aznavour. Je me sentais mal dans ma peau. Je me disais qu’on n’allait pas me respecter », explique-t-il en 2021.

## Distinctions
- 2014, rpZ Awards : lauréat, pour son travail, de Révélation de l'année 2013[21]
- 2015, rpZ Awards : lauréat, pour son travail, du Prix La Claque 2014[22]
- 2016, rpZ Awards : nomination de Sixieme sens en tant qu'EP de l'année 2015[23]
- 2021, Swiss Music Awards : lauréat, pour son travail, du prix Best Act Romandie[4],[7]

## Discographie

### Albums
- 2021 : Idéal
- 2024 : Eté sans fin

### EPs
- 2013 : Apollon
- 2014 : Apollon 2
- 2015 : Sixième sens
- 2017 : 9m2
- 2019 : Capsules
- 2022 : 50/50

### Mixtapes
- 2011 : Ma Musique
- 2011 : Sixteen
- 2011 : First One
- 2012 : Adolescence
- 2012 : The Artist
- 2012 : Level Up